# Тишкевич Василь Антонович
Тишке́вич Васи́ль Анто́нович (20 квітня 1920, Нераж — 12 грудня 1986) — радянський офіцер, Герой Радянського Союзу.

## Біографія
Народився 20 квітня 1920 року в селі Нераж (тепер Черняхівського району Житомирської області) в селянській родині. Українець. У 1936 році закінчив сім класів школи. Працював комірником в селі Бешенковичах Вітебської області.
У вересні 1940 року призваний до лав Червоної Армії. У боях німецько-радянської війни з червня 1941 року. Воював на Сталінградському, 3-му Українському, 1-му Білоруському фронтах. У 1942 році закінчив Астраханське піхотне училище, в 1943 році — курси командирів рот. Був шість разів поранений. Член ВКП(б) з 1944 року.
Командир стрілецької роти 1052-го стрілецького полку 301-ї стрілецької дивізії 5-ї ударної армії капітан В. А. Тишкевич відзначився в ході Вісло-Одерської операції. 14—15 січня 1945 року батальйон прорвав ворожу оборону в районі населеного пункту Гольцов що північний схід від міста Зелова, (Німеччина), зайняв кілька населених пунктів, завдавши противнику значних втрат у живій силі і техніці.
5 лютого 1945 року, під час відбиття атаки гітлерівців, був важко поранений. Вісім років лікувався в госпіталі, переніс 17 операцій, але залишився живий. У липні 1947 року демобілізувався.
Жив у Києві. Помер 12 грудня 1986 року. Похований у Києві на Міському кладовищі «Берківцях».

## Нагороди
Указом Президії Верховної Ради СРСР від 27 лютого 1945 року за мужність і героїзм, проявлені в боях за оволодіння і утримання плацдарму на річці Пилиці капітану Василю Антоновичу Тишкевичу присвоєно звання Героя Радянського Союзу з врученням ордена Леніна і медалі «Золота Зірка» (№ 606).
Нагороджений орденом Леніна, орденом Вітчизняної війни 1-го ступеня, орденом Червоної Зірки, медалями.